# Abdul-Malik Abu
Abdul-Malik Abu (nacido el 16 de septiembre de 1995 en Boston, Massachusetts, Estados Unidos), es un jugador de baloncesto estadounidense con nacionalidad nigeriana que juega en las filas del Baloncesto Fuenlabrada de la Liga LEB Oro. Con 2.03 metros de estatura, juega en la posición de ala-pívot. 

## Trayectoria
Formado durante cuatro temporadas en NC State Wolfpack y tras no ser drafteado en 2018, en septiembre de 2018 debutaría como profesional en Croacia en las filas del KK Vrijednosnice Osijek de la Liga Croata y la Copa Alpe Adria. 
En agosto de 2019, Abu fichó por el Sporting de Portugal, equipo de la Liga portuguesa en el que promedió 13 puntos y 7 rebotes por partido. 
El 1 de octubre de 2020, Abu firmó por el Fethiye Belediyespor de la Basketbol Süper Ligi.
El 3 de julio de 2022, firma por el Hapoel Galil Gilboa, con el que jugó tanto la Ligat Winner como la Europe Cup y sus promedios fueron de 8 puntos y 4,4 rebotes por encuentro.
En la temporada 2023-24, firma por el KK MZT Skopje de Macedonia, equipo con el que jugó la Liga Adriática con una aportación de 9 puntos, 5 rebotes capturados y 9,2 de valoración media.
El 8 de febrero de 2024, firma por el Baloncesto Fuenlabrada de la Liga LEB Oro.